# Alf Duval
Pour les articles homonymes, voir Duval.
Alf Duval, né le 1er juillet 1941 à Sydney, est un rameur d'aviron australien. 

## Carrière
Alf Duval participe aux Jeux olympiques de 1968 à Mexico et remporte la médaille d'argent avec le huit australien composé de Peter Dickson, Michael Morgan, David Douglas, John Ranch, Joe Frazio,  Gary Pearce, Bob Shirlaw et le barreur Alan Grover.